# Kroužilka žlutavá
Kroužilka žlutavá, též kroužilka žlutá (Empis livida) je drobná dravá moucha, která žije v celé Evropě kromě její jižní části, její areál zasahuje až do Ruska. V Česku je běžným druhem.
Je to poměrně velká, 8–9 mm dlouhá kroužilka, dospělci i larvy jsou dravé. Imága se zdržují na stinných a vlhkých místech, často kolem vod a v lesích, kde poletují pomalu sem a tam a pátrají po kořisti. Loví hmyz, který je často skoro tak velký, jako ona sama, jako jsou například muchnice nebo lupice. Apneustické larvy žijí v zemi.
Jako všechny kroužilky, i pro kroužilku žlutavou jsou typické zásnubní lety, při kterých se mušky shromažďují do velkých krouživě poletujících houfů. Sameček před kopulací přináší samičce ulovený hmyz.